# Bojana Gregorić
Bojana Gregorić Vejzović (Zagreb, 17. veljače 1972.) hrvatska je filmska, televizijska i kazališna glumica. Zajedno s Gibonnijem, Majom Vučić i Slavenom Bilićem, UNICEF-ova je veleposlanica dobre volje za Hrvatsku. Kći je poznate hrvatske glumice srpskog podrijetla Božidarke Frajt.

## Životopis
Rodila se 1972. godine u Zagrebu.
Godine 1989. završila je VII. Gimnaziju u Zagrebu, a godinu ranije diplomirala je klavir i klasičnu baletnu školu na Ilirskom trgu. Godine 1996. diplomirala je Akademiju dramske umjetnosti.
Od 1988. – 1990. članica je klasičnog baletnog ansambla Hrvatskog Narodnog Kazališta u Zagrebu. Od 1996. članica Hrvatskog dramskog kazališta Gavella.
Baletna karijera koštala ju je ozljede kuka koju je zadobila plešući u predstavi "Labuđe jezero", a sa svog prijemnog ispita na Akademiji dramskih umjetnosti pamti recitiranje kajkavske narodne poezije pred Krešimirom Dolenčićem.
Bojana je u braku s poznatim glumcem Enesom Vejzovićem. Par se vjenčao 7. siječnja 2006. i imaju dvoje djece: sina Raula, koji je rođen u ožujku 2006, i kćer Zoe, rođenu 2010.

## Nagrade
Osvojila je brojne nagrade, od kojih valja izdvojtii: Marul (1996.), Rektorova Nagrada (1996.), Nagrada Hrvatskog glumišta (1997.), Večernjakova Zlatna ruža (1998.), Zlatni Histrion (1999.), Orlando (1999.), Večernjakova Zlatna ruža (1999.), Večernjakova Zlatna ruža (2000.) i Večernjakova Zlatna ruža (2004.). 

## Filmografija

### Televizijske uloge
- "Gora" kao Ana (2023.)
- "Kumovi" kao Jagoda Krizmanić (2022.)
- "Ples sa zvijezdama" kao natjecateljica (2022.)
- "Pogrešan čovjek" kao Katarina "Keti" Majdak (2018. – 2019.)
- "Nemoj nikome reći" kao Biljana Todorović (2015. – 2017.)
- "Lud, zbunjen, normalan" kao Danka Muratović (2016.)
- "Horvatovi" kao Lidija Horvat (2015. – 2016.)
- "Stella" kao Ela Lovrentijev (2013.)
- "Počivali u miru" kao Marta (2013.)
- "Dolina sunca" kao Julija Vitezović (2009. – 2010.)
- "Sve će biti dobro" kao Nevenka Augustinčić Bebić (2008. – 2009.)
- "Ponos Ratkajevih" kao Allegra Savičević/Kiki (2008.)
- "Dobre namjere" kao Nora (2007. – 2008.)
- "Naša mala klinika" kao Dr. Lili Štriga (2004. – 2007.)
- "Bibin svijet" kao kradljivica (2007.)
- "Ljubav u zaleđu" kao Anita Bilić (2005.)
- "Viza za budućnost" kao Brižit (2004.)
- "100% ja" kao voditeljica (2004. – 2005.)
- "Živi zid" kao voditeljica (2002. – 2003.)
- "Novakovi" kao Saša (2000.)

### Filmske uloge
- "Na putu za Montevideo" kao Baronica Helena Klodovska (2013.)
- "Lea i Darija" kao Margarita Jakšić (2011.)
- "Ne pitaj kako!" kao Iva (2006.)
- "Žena mušektir" (La Femme Musketeer) kao keramičarka (2004.)
- "Dream Warrior" kao Danica (2003.)
- "Višnje u rakiji" (2000.)
- "Zauvijek moja" kao Saša (2000.)
- "Božić u Beču" kao dr. Marina Parun (1997.)

### Kazališne uloge
- "Push up 1-3" (2013.-danas)
- "Plantov ili Drama bez naslova" kao Ana Petrovna Vojniceva (2012.-danas)
- "Leda" kao Melita (2001.-danas)
- "Četvrta sestra " kao Katja (2007.-danas)
- "Ptičice" kao Zdenka (2005.)
- "Chicago" kao V. Kelly (2004.)
- "Blue room" sve uloge (2003.)
- "Popcorn" kao Brook Daniels (2003.)
- "Kuća & vrt" kao Lucille Cadeau (2002.)
- "Kroatenlager" kao Barunica Meldegg-Cranensteg (2001.)
- "Zima jednog lava" kao Alais (2001.)
- "Hamlet" kao Ofelija (2000.)
- "Dubrovačka trilogija" kao Pavle (1999.)
- "Ah, Nora Nora" kao Gospođa Linde (1999.)
- "Tajna krvavog mosta" kao Stanka (1998.)
- "Od jutra do ponoći" kao Gospođa (1998.)
- "Richard III" kao Lady Ann (1997.)
- "Volpone iliti lisac" kao Celia (1997.)
- "Rock & Roll" (1997.)
- "Breza" kao Janica (1996.)

### Sinkronizacija
- "Obitelj Mitchell protiv strojeva" kao Linda Mitchell (2021.)
- "Hop" kao Bonnie O'Hare (2011.)
- "Izbavitelji, 2" kao Helena Paar / Elastika (2004., 2018.)

## Vanjske poveznice
- Bojana Gregorić u internetskoj bazi filmova IMDb-u (engl.)
- Web stranica Bojane Gregorić
- O Bojani Gregorić